# (356) Liguria
(356) Liguria ist ein Asteroid des mittleren Hauptgürtels, der am 21. Januar 1893 vom französischen Astronomen Auguste Charlois am Observatoire de Nice bei einer Helligkeit von 11,5 mag entdeckt wurde.
Der Asteroid ist benannt nach Ligurien, der Region in Nordwestitalien und Südfrankreich zwischen Genua und Nizza, die nördlich der Insel Korsika an das Ligurische Meer grenzt. Julius Bauschinger, der Direktor des Astronomischen Rechen-Instituts in Berlin, veröffentlichte 1901 die Namen von 34 von Charlois entdeckten Asteroiden zwischen den Nummern (356) und (451). Im Text heißt es lediglich: „Nach Zustimmung des Herrn Charlois haben folgende von ihm entdeckten… Planeten nachstehende Namen erhalten.“ Es liegt daher nahe, dass die Namen vom Astronomischen Rechen-Institut ausgewählt wurden.

## Wissenschaftliche Auswertung
Mit Daten radiometrischer Beobachtungen im Infraroten am Mauna-Kea-Observatorium auf Hawaiʻi im November 1974 sowie am Kitt-Peak-Nationalobservatorium in Arizona im März 1976 wurden für (356) Liguria erstmals Werte für den Durchmesser und die Albedo von 156 und 144 km bzw. 0,03 bestimmt. Radarastronomische Untersuchungen am Arecibo-Observatorium vom 26. bis 31. Oktober 1983 bei 2,38 GHz ergaben für den Asteroiden einen effektiven Durchmesser von 131 ± 15 km. Aus Ergebnissen der IRAS Minor Planet Survey (IMPS) wurden 1992 Angaben zu Durchmesser und Albedo für zahlreiche Asteroiden abgeleitet, darunter auch (356) Liguria, für die damals Werte von 131,3 km bzw. 0,05 erhalten wurden. Eine Auswertung von Beobachtungen durch das Projekt NEOWISE im nahen Infrarot führte 2011 zu vorläufigen Werten für den Durchmesser und die Albedo im sichtbaren Bereich von 131,0 km bzw. 0,05. Nachdem die Werte nach neuen Messungen mit NEOWISE 2012 auf 145,5 km bzw. 0,04 geändert worden waren, wurden sie 2014 auf 118,5 km bzw. 0,06 korrigiert. Nach der Reaktivierung von NEOWISE im Jahr 2013 und Registrierung neuer Daten wurden die Werte 2016 angegeben mit 124,4 km bzw. 0,04, diese Angaben beinhalten aber hohe Unsicherheiten.
Eine spektroskopische Untersuchung von 820 Asteroiden zwischen November 1996 und September 2001 am La-Silla-Observatorium in Chile ergab für (356) Liguria eine taxonomische Klassifizierung als Caa- bzw. Ch-Typ.
Photometrische Messungen des Asteroiden fanden erstmals statt vom 24. August bis 3. September 1978 am Table Mountain Observatory in Kalifornien. Aus der aufgezeichneten Lichtkurve wurde eine Rotationsperiode von 31,82 h bestimmt. Es handelt sich demnach bei (356) Liguria um einen langsamen Rotator. Diese Periode entspricht einem Verhältnis von etwa 4:3 zur Erdrotation, was die Aufzeichnung vollständiger Lichtkurven erschwert. Bei neuen Messungen vom 22. Februar bis 3. Mai 2017 am Organ Mesa Observatory in New Mexico konnte zwar auch eine Rotationsperiode von 31,701 h abgeleitet werden, eine Periode mit der doppelten Länge konnte aber nicht völlig ausgeschlossen werden – sie erschien dennoch nicht sehr wahrscheinlich. Zur Klärung der Verhältnisse erfolgte eine weitere Beobachtungsreihe am gleichen Ort vom 17. Dezember 2020 bis 14. Januar 2021. Die Auswertung der während neun Nächten registrierten Lichtkurve führte zu einer Rotationsperiode von 31,690 h, während die doppelt so lange Periode nun definitiv ausgeschlossen werden konnte.
Zwischen 2012 und 2018 wurden mit der All-Sky Automated Survey for Supernovae (ASAS-SN) auch photometrische Daten von 20.000 Asteroiden aufgezeichnet. Auf mehr als 5000 davon konnte erfolgreich die Methode der konvexen Inversion angewendet werden, darunter auch (356) Liguria, für die in einer Untersuchung von 2021 erstmals ein dreidimensionales Gestaltmodell für eine Rotationsachse mit retrograder Rotation und einer Periode von 31,705 h berechnet wurde. Aus archivierten Daten des Asteroid Terrestrial-impact Last Alert System (ATLAS) aus dem Zeitraum 2015 bis 2018 konnte in einer Untersuchung von 2022 mit der Methode der konvexen Inversion eine Rotationsperiode von 31,65 h bestimmt werden.
Abschätzungen von Masse und Dichte für den Asteroiden (356) Liguria aufgrund von gravitativen Beeinflussungen auf Testkörper hatten in einer Untersuchung von 2012 zu als unrealistisch bewerteten Ergebnissen geführt.